# Landtag Reuß jüngerer Linie (1865–1868)
Dieser Artikel behandelt den  Landtag Reuß jüngerer Linie 1865–1868.

## Landtag
Der Landtag Reuß jüngerer Linie wurde in vier Kurien in indirekter Wahl gewählt:
- 1 Virilstimme für den Inhaber des Reuß-Köstritzer Paragium
- Die Inhaber der 31 landtagsfähigen Rittergüter wählten 3 Abgeordnete
- Die Städte wählten Abgeordnete (Gera 3, Schleiz und Lobenstein je 1, Tanna, Saalburg, Hirschberg zusammen 1)
- Die Landbevölkerung wählte 3 Abgeordnete

Die Wahl der Wahlmänner erfolgte März bis Oktober 1865, die der Abgeordneten und ihrer Stellvertreter August bis November 1865.
Als Abgeordnete wurden gewählt:
| Name                                 | Wohnort          | Kurie                    | Wahlkreis                    | Anmerkung                                                                                 |
| ------------------------------------ | ---------------- | ------------------------ | ---------------------------- | ----------------------------------------------------------------------------------------- |
| Heinrich Julius Alberti              | Schleiz          | Stadt                    | Schleiz                      |                                                                                           |
| Christian Leopold Hermann Ampach     | auf Leumnitz     | Rittergutsbesitzer       |                              |                                                                                           |
| Moritz Friedrich Eduard Fuchs        | Ebersdorf        | Stadt                    | Lobenstein                   |                                                                                           |
| Gustav Eduard Glaß                   | Gera             | Stadt                    | Gera                         | Mandat am 22. Mai 1866 niedergelegt. Nachfolger: Weber                                    |
| Friedrich August Hermann Götze       | auf Blankenstein | Rittergutsbesitzer       |                              | Vom 25. bis 37. Juli 1866 Stellvertreter für Ampach                                       |
| Eduard Hagenbruch                    | auf Söllmnitz    | Rittergutsbesitzer       |                              |                                                                                           |
| Karl Bernhard Jäger                  | Hirschberg/Saale | Stadt                    | Tanna, Saalburg, Hirschberg  |                                                                                           |
| Daniel Jahn                          | Gera             | Landbevölkerung          | Landratsamtsbezirk Gera      |                                                                                           |
| Friedrich Anton Louis Korb           | Lobenstein       | Stadt                    | Lobenstein                   | Vom 4. bis 16. Juni 1868 Stellvertreter für Neumeister                                    |
| Johann Theodor Wilhelm Meyer         | Gera             | Stadt                    | Gera                         |                                                                                           |
| Christian Gottlob Theodor Neumeister | Lobenstein       | Stadt                    | Lobenstein                   |                                                                                           |
| Franz Oscar Julius Oberländer        | auf Töppeln      | Rittergutsbesitzer       |                              | Vom 25. bis 31. Juli 1866 und vom 4. bis 16. Juni 1868 Stellvertreter für von Ziegenhierd |
| Heinrich Walther Reichard            | Gera             | Stadt                    | Gera                         |                                                                                           |
| Karl Berthold Reinhold Reuschel      | Ebersdorf        | Landbevölkerung          | Landratsamtsbezirk Ebersdorf | Vom 25. bis 31. Juli 1866 und vim 21. Mai bis 4. Juni 1867 Stellvertreter für Fuchs       |
| Heinrich Rohn                        | Triebes          | Landbevölkerung          | Landratsamtsbezirk Schleiz   |                                                                                           |
| Karl August Schmalz                  | Roben            | Landbevölkerung          | Landratsamtsbezirk Gera      | Vom 25. bis 31. Juli 1866 Stellvertreter für Jahn                                         |
| Theodor August Wilhelm Weber         | Gera             | Stadt                    | Gera                         | Ab 18. Juni 1866 für Glaß                                                                 |
| Albrecht Bernhard Weißker            | Gera             | Reuß-Köstritzer Paragium |                              |                                                                                           |
| Karl Hugo Wittig                     | Gera             | Stadt                    | Gera                         | Vom 18. bis 20. Juni 1866 Stellvertreter für Reichard                                     |
| Hugo Werner von Ziegenhierd          | auf Otticha      | Rittergutsbesitzer       |                              |                                                                                           |

Landtagskommissar war Staatsminister Adolph von Harbou. Unter dem Alterspräsidenten Moritz Fuchs wählte der Landtag Hermann Ampach als Landtagspräsidenten (ab dem 25. Juli 1866 war dies Julius Amberti). Als Vizepräsident wurde Moritz Fuchs gewählt (ab dem 25. Juli 1866 war dies Walther Reichard). Schriftführer war Julius Amberti (ab dem 6. Februar 1866 war dies Christian Neumeister). Stellvertretender Schriftführer war zunächst Walther Reichard und ab dem 6. Februar 1866 Bernhard Jäger. In der Zeit vom 12. März bis 25. Juli 1866 wurde diese Aufgabe von Julius Alberti wahrgenommen.
Der Landtag trat vom 19. November 1865 bis zum 16. Juni 1868 in 49 öffentlichen Plenarsitzungen in vier ordentlichen und drei außerordentlichen Sitzungsperioden zusammen. Der Landtagsabschied datiert vom 15. Juni 1868.
Für die Zeit zwischen den Sitzungsperioden wurde ein Landtagsausschuss gewählt. Dieser bestand aus:
| Landesteil                      | Mitglied       | Stellvertreter   | Von-Bis           |
| ------------------------------- | -------------- | ---------------- | ----------------- |
| Landesteil Gera                 | Hermann Ampach | Walther Reichard | bis 15. Juni 1868 |
| Landesteil Gera                 | Wilhelm Weber  | Hermann Ampach   | ab 15. Juni 1868  |
| Landesteil Schleiz              | Heinrich Rohn  | Julius Alberti   | bis 15. Juni 1868 |
| Landesteil Schleiz              | Julius Alberti | Heinrich Rohn    | ab 15. Juni 1868  |
| Landesteil Lobenstein-Ebersdorf | Bernhard Jäger | Moritz Fuchs     |                   |